# Trofeu Vila de Gràcia (femení)
El Torneig Vila de Gràcia (femení) és un torneig de futbol femení de caràcter amistós, organitzat anualment per la penya europeista del mateix nom des de la temporada 2003-04. Es juga cada any en el Nou Sardenya a partit únic, entre el primer equip del Club Esportiu Europa (femení) i un equip convidat. Es disputa a finals d'agost o principis de setembre i sol marcar l'inici de la temporada esportiva.
En la seva primera etapa, entre 2003 i 2013, rebé el nom de Torneig Caliu Gracienc en ser organitzat per la Penya Europeista Caliu Gracienc, formada per seguidors del mateix club. Es va recuperar la seva disputa el 2017 amb la denominació actual, similar a la de l'homònim masculí, el Trofeu Vila de Gràcia. Des de llavors s'ha jugat anualment, a excepció de l'edició de 2020 (a causa de la pandèmia) i 2022 (per obres en el camp).

## Historial
| Edició                                                             | Anys                                  | Campió                                | Resultat                              | Subcampió                             |
| Disputat com a Torneig Caliu Gracienc                              | Disputat com a Torneig Caliu Gracienc | Disputat com a Torneig Caliu Gracienc | Disputat com a Torneig Caliu Gracienc | Disputat com a Torneig Caliu Gracienc |
| ------------------------------------------------------------------ | ------------------------------------- | ------------------------------------- | ------------------------------------- | ------------------------------------- |
| 1a                                                                 | 2003                                  | CE Europa                             | 1–0                                   | FC Barcelona B                        |
| 2a                                                                 | 2004                                  | CE Sant Gabriel                       | 2–0                                   | CE Europa                             |
| 3a                                                                 | 2005                                  | CE Sant Gabriel                       | 2–1                                   | CE Europa                             |
| 4a                                                                 | 2006                                  | CE Europa                             | 3–1                                   | FC Barcelona B                        |
| 5a                                                                 | 2007                                  | UE Lleida                             | 3–0                                   | CE Europa                             |
| 6a                                                                 | 2008                                  | CD Blanes                             | 2–2 (pp)                              | CE Europa                             |
| 7a                                                                 | 2009                                  | CE Europa                             | 6–0                                   | Unificació Bellvitge                  |
| 8a                                                                 | 2010                                  | RCD Espanyol B                        | 3–2                                   | CE Europa                             |
| 9a                                                                 | 2011                                  | FC Barcelona B                        | 3–1                                   | CE Europa                             |
| 10a                                                                | 2012                                  | UE Sant Andreu                        | 1–1 (pp)                              | CE Europa                             |
| 11a                                                                | 2013                                  | CE Europa                             | 5–1                                   | EF Bonaire                            |
| 2014 – 2016 No es va disputar                                      |                                       |                                       |                                       |                                       |
| Disputat com a Trofeu Vila de Gràcia                               |                                       |                                       |                                       |                                       |
| 12a                                                                | 2017                                  | CE Seagull                            | 2–1                                   | CE Europa                             |
| 13a                                                                | 2018                                  | CE Europa                             | 4–2                                   | FC Barcelona B                        |
| 14a                                                                | 2019                                  | CE Europa                             | 5–2                                   | RCD Espanyol B                        |
| 2020 No disputat a causa de la pandèmia                            |                                       |                                       |                                       |                                       |
| 15a                                                                | 2021                                  | AEM Lleida                            | 3–1                                   | CE Europa                             |
| 2022 No disputat per instal·lació de gespa a l'Estadi Nou Sardenya |                                       |                                       |                                       |                                       |
| 16a                                                                | 2023                                  | Vila-real CF                          | 4–2                                   | CE Europa                             |
| 17a                                                                | 2024                                  | CE Atlètic Balears                    | 2–2 (pp)                              | CE Europa                             |

(pp): guanyador per penals

## Palmarès
- Amb 6 títols: CE Europa
- Amb 2 títols: CE Sant Gabriel
- Amb un títol: UE Lleida, CD Blanes, RCD Espanyol B, FC Barcelona B, UE Sant Andreu, CE Seagull, AEM Lleida, Vila-real CF i CE Atlètic Balears

## Vegeu-ne també
- Trofeu Vila de Gràcia